# Chaerophyllum tainturieri
Chaerophyllum tainturieri är en flockblommig växtart som beskrevs av William Jackson Hooker. Enligt Catalogue of Life ingår Chaerophyllum tainturieri i släktet rotkörvlar och familjen flockblommiga växter, men enligt Dyntaxa är tillhörigheten istället släktet rotkörvlar och familjen flockblommiga växter. Arten har ej påträffats i Sverige. Inga underarter finns listade i Catalogue of Life.

## Bildgalleri